# مجلس شورای ملی

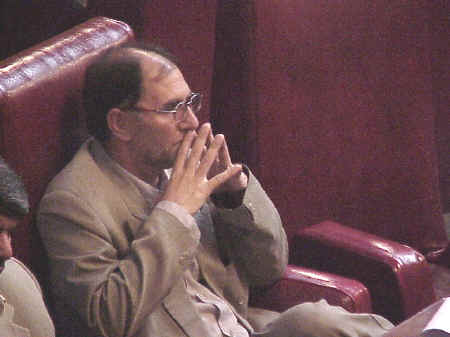
نگاره نخستین نمایندگان مجلس

مجلس شورای ملی پارلمان ایران در دوران قاجار و پهلوی بود که نخستین‌بار در جریان جنبش مشروطه و بر پایهٔ اولین قانون اساسی ایران تشکیل شد.
در دوران‌های آغازین مجلس، به احترام فرمان مشروطیت مظفرالدین‌شاه به مجلس شورای ملی ایران «دارالظفر» یا «عدل مظفر» نیز می‌گفتند.
در زمان پهلوی دوم قوهٔ مقننهٔ ایران دومجلسی شد و همراه با مجلس سنا در حکم مجلس ایران بود. مجموعه مجلس شورای ملی و مجلس سنا را بیشتر با نام «مجلسَین» می‌خواندند.
از زمان صدور فرمان مشروطیت در سال ۱۲۸۵ ش تا انقلاب اسلامی در سال ۱۳۵۷ ش کلاً ۲۴ دوره مجلس شورای ملی تشکیل شد که البته در میان برخی از این دوره‌ها ایام فترت پیش می‌آمد و کشور بدون مجلس می‌ماند.
پس از انقلاب، قوهٔ مقننه از منظر انتخابات مردم تک‌مجلسی شد ولی به خاطر اینکه شورای نگهبان که نهاد مردمی نیست باید قوانین مجلس منتخب مردم را تائید کند باید ایران را دو مجلسی دانست. نام مجلس طبق قانون‌اساسی جمهوری اسلامی ایران مجلس شورای ملی ماند؛ ولی نمایندگان نخستین مجلس آن را مجلس شورای اسلامی می‌خواندند. پس از سه دورهٔ مجلس، در بازنگری قانون‌اساسی سال ۱۳۶۸، نام مجلس رسماً به مجلس شورای اسلامی تغییر نام یافت.

## قدمت مجلس شورای ملی در مقایسه با مجالس سایر کشورها
مجلس شورای ملی ایران در ۱۴ مهر ۱۲۸۵ (۷ اکتبر ۱۹۰۶) به عنوان یکی از نخستین پارلمان‌های غیراروپایی آغاز به کار کرد .قانون اساسی مشروطه در روزگار خود یکی از سکولارترین قوانین تصویب شده در یک پارلمان در میان کشورها به حساب می‌آمد.
مجالس غیر اروپایی که پس از مجلس شورای ملی تشکیل شدند:
۵۰ سال پیش از تشکیل مجلس پاکستان در سال ۱۹۵۶
۴۱ سال پیش از تشکیل مجلس ژاپن در سال ۱۹۴۷
۱۴ سال پیش از تشکیل مجلس ترکیه در سال ۱۹۲۰
۱۳ سال پیش از تشکیل مجلس هند در سال ۱۹۱۹
در همان سال چند ماه پیش از تشکیل مجلس روسیه تزاری در سال۱۹۰۶
مجالس غیر اروپایی که پیش از مجلس شورای ملی تشکیل شدند:
۱۸۳ سال پس از تشکیل مجلس ایالات متحده آمریکا در سال ۱۷۸۹
۳۹ سال پس از تشکیل مجلس کانادا در سال ۱۸۶۷
۵ سال پس از تشکیل مجلس استرالیا در سال ۱۹۰۱

## تدوین نظامنامه انتخابات
پس از امضای فرمان مشروطیت توسط مظفرالدین شاه در مرداد ۱۲۸۵ ش یک مجلس موقت (که از آن با عنوان اولین مجلس مؤسسان نیز نام برده شده) برای تدوین نظامنامه انتخابات مجلس ملی در تهران گشایش یافت. نمایندگان آن عمدتاً تجار، روحانیون، و رؤسای اصناف بازار تهران بودند. بر اساس این قانون انتخاب‌شدگان به شش طبقه تقسیم می‌شدند: شاهزادگان و قاجارها، روحانیون و طلاب، اعیان و اشراف، تجار داری تجارتخانه معیّن، مالکان با دست کم هزار تومان دارایی و صنعتگران و پیشه‌وران از صنوف شناخته شده و دارای مغازه‌ای با شرایط مشخص. انتخاب‌شوندگان شامل ۱۵۶ نماینده بودند که از این تعداد ۶۰ کرسی به تهران و ۹۶ کرسی به دیگر ایالات اختصاص داده شده بود. نامزدهای پارلمانی می‌بایست خواندن، نوشتن و تکلم به زبان فارسی را قادر باشند. مقرر گردید انتخابات ایالتی در دو مرحله انجام شود. در مرحله نخست انجمن‌های ایالتی تشکیل و سپس از میان آن‌ها نمایندگانی برای مجلس ملی برگزیده شوند، اما انتخابات در تهران در یک مرحله انجام می‌شد.

## ساختمان مجلس شورای ملی
نخستین جلسه دوره اول مجلس شورای ملی در ۱۸ شعبان ۱۳۲۴ (برابر با ۱۴ میزان (مهر) ۱۲۸۵ ‏ و برابر با ۷ اکتبر ۱۹۰۶) در کاخ گلستان و در حضور مظفرالدین شاه قاجار گشایش یافت و پس از آن خانه‌ای واقع در میدان بهارستان (جنب مسجد و مدرسه سپهسالار) به تشکیل جلسات مجلس شورای ملی اختصاص یافت که تا انقلاب ایران در سال ۱۳۵۷ ش بیشتر جلسات در همان‌جا تشکیل می‌شد.
این خانه توسط میرزا مهدی خان شقاقی برای میرزا حسین خان سپهسالار مشیرالدوله (صدراعظم معروف دوره ناصری) بنا شده بود که پس از مرگ مشیرالدوله تا قبل از آغاز به کار مجلس غلام‌علی خان ملیجک و همسرش اخترالدوله (دختر ناصرالدین شاه) در آن می‌زیستند. محوطه و ساختمان مجلس از ابتدا تا امروز در مجموع پنج دوره به شرح زیر را از سر گذرانیده است:
دورهٔ اول: از ساخت بنا تا صدور فرمان مشروطیت که در سال ۱۲۹۶ ق به پایان رسید و پس از مرگ میرزا حسین‌خان سپهسالار در سال ۱۲۹۸ ق در اختیار ناصرالدین شاه قرار گرفت. تنها بنایی که در این دوره به ساختمان اضافه شد. بنای سر در اولیه مجلس بود که توسط معمار فرانسوی ساخته شد و در سال ۱۳۱۳ ق تخریب شد.
دورهٔ دوم: از آغاز دورة مشروطیت تا نخستین آتش‌سوزی در سال ۱۳۰۳ خ در غرب بنای اصلی بر روی حمام قدیمی. در این دوره، ساختمان جدیدی به فراخور نیازهای مجلس توسط جعفر خان معمار باشی ساخته شد. معماری ساختمان جدید با سایر قسمت‌های آن متفاوت بود و به تبعیت از معماری آن روز تهران و به تقلید از معماری اروپا بنایی آجری با تزیینات بسیار مفصل بود.
دورهٔ سوم: از آتش‌سوزی تا پایان دورهٔ رضا شاه. سال ۱۳۱۰ خ مقدمات تغییراتی شد که بعدها به کلی چهره مجلس را عوض کرد. مهم‌ترین تغییرات این دوره تعویض نمای مجلس بود؛ که این کار از سرسرای ورودی و اتاق جلسات عموم خصوصی آغاز شد و نمایی ستون‌دار به شیوه معماری اروپایی و به تقلید از مجلس فرانسه بنا گردید. تقریباً دو سال بعد از این نمای شمالی ساختمان توسط یک معمار ایرانی به نام استاد حسن طاهر زاده طراحی می‌شود که این نما متأثر از معماری دوره هخامنشی است. در ۵ فروردین ماه ۱۳۱۳ خ سر در اولیه باغ بهارستان تعویض گردید و سر در کنونی جایگزینش شد. ساخت نمای شمالی نیز دو سال بعد اتفاق افتاد.
دورة چهارم: از آغاز دورة پهلوی دوم تا انقلاب اسلامی. مهم‌ترین نکته‌ای که در این دوره بوده ساخته شدن بنایی در شمال بنای قدیمی است که از چند سال قبل از انقلاب، ساختمان فعلی عملاً متروک گردید و تنها بعضی جلسات اصلی مجلس در این ساختمان برگزار می‌گردید. پس از به ریاست رسیدن ریاضی در سال۱۳۴۴ یک دورة مهم از ساخت و ساز تخریبی و مرمت و الحاق آغاز می‌گردد؛ که این تغییرات شامل تخریب بخشی از ساختمان، تعویض و تغییرات عمده در نمای جنوبی و اضافه شدن حجم بسیار بزرگی از تزیینات به ساختمان بود.
دورة پنجم: پس از انقلاب اسلامی. بعد از سال ۱۳۵۷ خ، بنا برای مدت زیادی نیمه متروک ماند. مهم‌ترین آسیب وارده به بنا، همان متروک بودن و عدم توجه و نگهداری آن بوده است. در این دوره از اقداماتی جزئی مانند لوله‌کشی‌های موضعی یا بتن کردن کف حمام یا گچ کردن بخشی از بدنه‌های حمام می‌توان نام برد؛ و بعدها ساختمان مجلس شورای ملی به مجلس شورای اسلامی واگذار گردید. در اسفند ۱۳۶۶ خ در جریان حملهٔ موشکی عراق به تهران، موشکی در نزدیکی مجلس (دقیقاً در انتهای بن‌بست اصناف و محل فعلی اتحادیهٔ صنف قهوه‌خانه داران تهران) به زمین اصابت کرد که لرزه آن موجب فروریختن سقف سرسرای ورودی شد. در تاریخ ۱۵ آذر ماه سال۱۳۷۳ به دلیل عدم توجه، ساختمان دچار آتش‌سوزی شد و خسارات سنگینی به بار آورد. در سال ۱۳۷۴ توسط گروه مهندسین مشاور باوند مورد مرمت قرار گرفت و کاربریهای مانند ایجاد فضاهای برای نمایشگاه، پذیرایی از بازدید کنندگان و مهمانان رسمی رئیس مجلس، برپایی اجتماعات و بخش اداری برای نظارت بر این فعالیت‌ها در برنامه کار قرار گرفت. فکر احداث بنای جدید مجلس از سال ۱۳۵۲خ مطرح بود. طرح اولیه با پلان دایره‌ای شکل بود؛ و هرچند فونداسیون آن طرح را هم اجرا کرده بودند، اما پروژه متوقف ماند. در سال ۱۳۷۵ خ طرح جدید ساخت مجلس در دستور کار دفتر مشاوره گروه سردار علی افخمی قرار گرفت. مدیریت پروژه با عبدالرضا ذکایی بود. فرم جدید به شکل هرم و مثلث سه قوه را تداعی می‌کند. ارتفاع هرم ۴۵ متر است. یکی از عوامل مؤثر در شکل‌گیری بنای مجلس، تناسبات و ارتفاع و عملکرد دو بنای شمالی و جنوبی بوده است تا این بنا بتواند ضمن استفاده مداوم از دو بنای موجود با محیط اطراف خود نیز هماهنگی کامل را برقرار کند. لازم است ذکر شود جلوی سر در این ساختمان محل تجمعات اجتماعی و سیاسی است. سایر ساختمان‌ها شامل دفتر کار نمایندگان با مساحت هجده هزار متر مربع، ساختمان کمیسیون‌ها با مساحت هزار و ششصد متر مربع، مجموعهٔ قدیمی مجلس شورای ملی با مساحت هشت هزار و پانصد متر مربع، پارکینگ با مساحت سیزده متر مربع است که مجموعه آن‌ها در محوطه‌ای به مساحت پانزده هکتار واقع شده است. 
تصویری از سردر مجلس قبل از به توپ بستن آن در این پیوند قابل مشاهده است.
ترکیب مجلس اول به این شکل بود: ۲۶٪ نمایندگان رؤسای اصناف، ۲۰٪ روحانیون و ۱۵٪ از تجار بودند.

## دوره‌ها

### گشایش مجلس اول
نخستین وظیفه مجلس تنظیم سندی بود که بعداً به قانون اساسی شهرت یافت. مظفرالدین شاه قانون اساسی را در ۹ دی، پنج روز قبل از مرگش، امضا کرد. پس از آن نمایندگان هم خود را مصروف تدوین و تنظیم سند نهایی موسوم به متمم قانون اساسی نمودند. شاه جدید (محمدعلی شاه) ابتدا از تأیید متمم قانون اساس امتناع کرد، اما چون با اعتراض مردم در شهرهای عمده به خصوص تهران، تبریز، اصفهان، شیراز، مشهد، انزلی، کرمانشاه، کرمان و رشت مواجه شد، عقب نشست؛ در مجلس ملی حضور یافت، عهد کرد به قانون اساسی احترام گذارد و مهر سلطنتی را به متمم قانون اساس زد.

#### به توپ بستن مجلس
مجلس اول پس از حمله قوای قزاق به مجلس در تیرماه ۱۲۸۷ تعطیل شد. این تعطیلی تا زمان فتح تهران و تشکیل مجلس عالی ادامه یافت.

#### مجلس عالی
صبح روز جمعهٔ ۲۷ جمادی‌الثانی سال ۱۳۲۷ ق برابر ۲۸ تیرماه ۱۲۸۸ ش، پس از فتح تهران پانصد نماینده از میان نمایندگان مجلس اول، نیروهای مجاهدین و بختیاری، بازار و آزادیخواهان گرد آمده، دومین مجلس عالی را تشکیل دادند. تعداد این جمع در حدود سیصد نفر بود و چون شرکت همه این افراد در تدوین لوایح ضروری و بسیار فوری میسر نبود از میان خود چند تن انتخاب کردند تا با دقت پیشنهادها و لوایح ضروری را تنظیم و برای تصویب به مجلس عالی تقدیم کنند. اعضای این هیئت عبارت بودند از: حکیم الملک، مرتضی‌قلی‌خان صنیع‌الدوله، حسینقلی‌خان نواب، میرزا حسین‌خان کسمایی رشتی، معز السلطان رشتی (سردار محیی)، میرزا سید محمد امامزاده، مرتضی‌قلی‌خان بختیاری، وثوق‌الدوله، میرزا احمد خان قوام السلطنه، صدر العلماء، سید محمد بهبهانی، مستشارالدوله، وحید الملک، حاج سید نصرالله، نظام السلطان، یوسف میرزایانس، حاج محمد علی تاجر سالار حشمت، عمیدالسلطان، میرزا علی محمد خان، میرزا طاهر، میرزا محمد خراسانی، حاج سید محمد تاجر، میرزا سلیمان خان، عمیدالحکماء، آقا میرزا غفار. هیئت مذکور بعد از ظهر همان روز با توجه به مصالح ملی و مقتضیات کلی لوایح ذیل را که ضرورت تمام داشت تنظیم کرد و از تصویب مجلس عالی گذراند:
1. محمدعلی شاه را عزل و پسر دوازده ساله‌اش، احمد میرزا، را به سلطنت برگزید.
2. عضدالملک به عنوان نایب‌السلطنه انتخاب شد.
3. انتخاب ولی خان سپهدار اعظم به وزیری جنگ.
4. تعیین حاج علی قلی خان سردار اسعد به وزارت داخله.

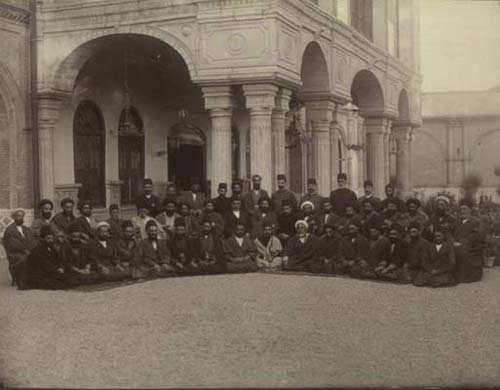
نگاره نخستین نمایندگان مجلس

مجلس عالی همچنین قانون جدید انتخاب را تصویب کرد. این قانون شرط مقدار ثروت را برای مالکان به ۲۵۰ تومان کاهش داد، نمایندگی بر مبنای طبقه و شغل را لغو کرد، تعداد کرسی‌های نمایندگی تهران را از ۶۰ به ۱۵ تقلیل داد، کرسی‌های نمایندگان ایالات را به ۱۰۱ کرسی افزایش داد و چهار کرسی برای اقلیت‌های مذهبی در نظر گرفته شد.
در اواخر ماه رجب بیشتر اعضای کمیسیون تغییر یافتند و تعدادشان هم کاهش یافت. هیئت جدید که هیئت مدیره نام گرفت با عضویت سپهدار تنکابنی، سردار منصور، شاهزاده فرمانفرما، حاج علی قلی خان بختیاری، حکیم الملک، و وزیران: جنگ، پست و تلگراف، عدلیه، داخله، مستشارالدوله، تقی‌زاده، حسین قلی خان نواب و وثوق الدوله تشکیل گردید. در آغاز کار دو تن از افراد هیئت: حسین قلی خان نواب و فرمانفرما مأموریت یافتند جواهراتی را که محمدعلی شاه مخلوع ربوده بود پس بگیرند و املاک او را برای پرداختن وام‌هایش مصادره کنند. یکی دیگر از کارهای پردردسر این هیئت مدیره اخراج اسمیرنوف معلم روسی احمدشاه بود. این معلم را که مردی نظامی بود محمدعلی شاه به تربیت پسرش گماشته بود و روس‌ها امید داشتند که ولیعهد بر اثر تعلیمات و تلقینات اسمیرنوف هواخواه سیاست آنان شود. به همین سبب وقتی که به اخراج وی فرمان رفت، سخت برآشفتند و تهدیدها کردند. اما چون ترساندن فایده‌ای نداد شرط کردند که اگر دولت ایران اسمیرنوف را همچنان به معلمی شاه بگذارد آنان نیمی از سربازان خود را که تا قزوین کشانده بودند بیرون برند، ولی هیئت نپذیرفت و نواب گفت: ما چگونه معلمی را که قدر نصف قشون روس مقیم قزوین قدرت و اثر دارد در دربار رها کنیم و بر خود نیندیشیم؟

### مجلس دوم

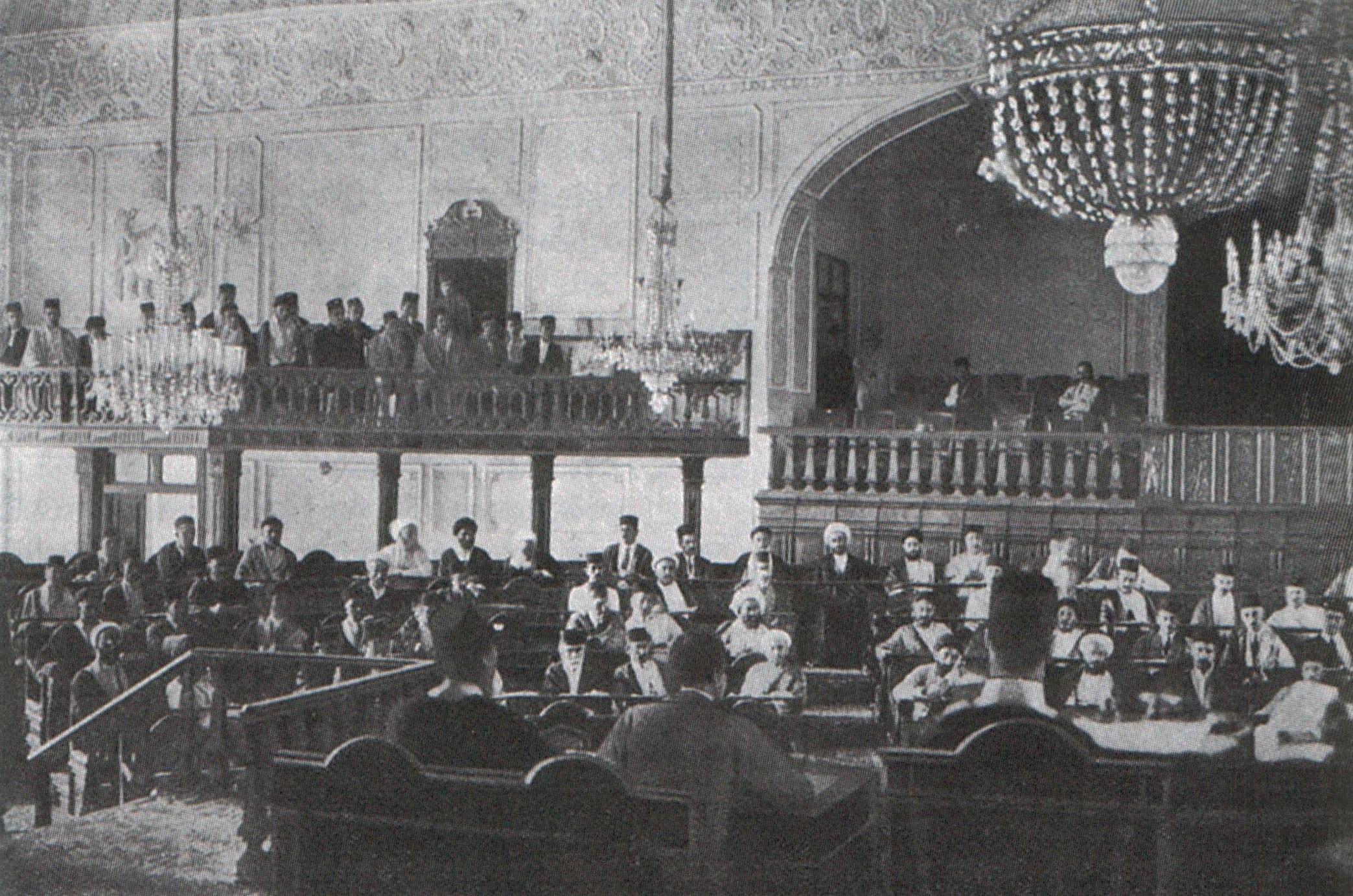
صحن مجلس در دوره‌های نخست

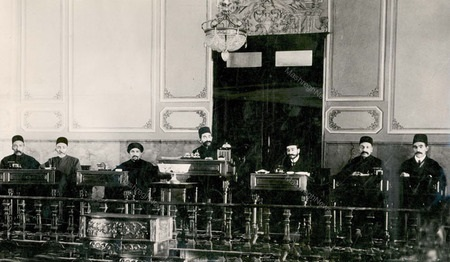
اعضای هیئت رئیسه دوره دوم مجلس شورای ملّی

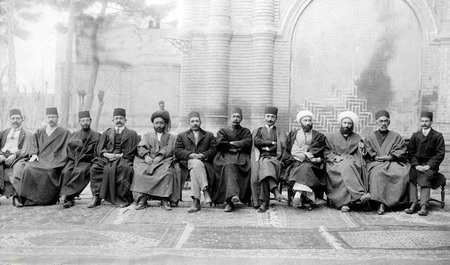
برخی نمایندگان دورهٔ دوم مجلس شورای ملی

مجلس دوم در آبان ۱۲۸۸ گشایش یافت. بلافاصله به کابینه سپهدار رأی اعتماد داد و یپرم‌خان را رئیس نظمیه تهران قرار داد. مجلس دوم موفق شد وامی به مبلغ ۱٬۲۵۰٬۰۰۰ پوند از بانک شاهی برای بازسازی ساختار اداری وصول کند. همچنین یازده افسر سوئدی برای ایجاد نیروی ژاندارمری و شانزده متخصص مالی آمریکایی به ریاست مورگان شوستر برای سازماندهی مجدد نظام مالیاتی استخدام کرد. در مجلس دوم دو فراکسیون عمده حضور داشتند: یکی فرقه اعتدالی با ۵۳ نماینده و گرایش محافظه‌کار و دیگری فرقه دموکرات با ۲۷ کرسی و گرایش اصلاح‌طلب. برخی رهبران شاخص اعتدالیون عبارت بودند از: آیت‌الله بهبهانی، آیت‌الله طباطبایی، سپهدار اعظم، عبدالحسین میرزا فرمانفرما که حمایت روحانیون، تجار و پیشه‌وران را در پشت سر داشتند. پیشگامان فرقه دموکرات در مجلس نیز تقی‌زاده، محمدعلی تربیت، سلیمان اسکندری و محمدرضا مساوات بودند. برخورد اعتدالیون و دموکرات‌ها شدت یافت تا آنکه بهبهانی ترور شد. کمی بعد مستوفی‌الممالک جانشین سپهدار شد و واقعه پارک اتابک پیش‌آمد. در تیر ۱۲۹۰ شاه مخلوع با لشکری از عشایر ترکمن، شاهسون و کُرد برای بازپس‌گیری سلطنت در ایران ظاهر شد. قشقایی‌ها به شیراز هجوم آورده و قوام‌الملک شیرازی ایلخان خمسه را مجبور ساختند که به کنسولگری انگلستان پناهنده شود. متعاقباً در مهر ۱۲۹۰ قوای انگلیس در بوشهر پیاده شدند. در آبان همان سال در پی مصادره اموال شاهزاده شعاع‌السلطنه توسط مورگان شوستر، روس‌ها انزلی و رشت را تصرف کرده و با اعلام اولتیماتوم اخراج شوستر و اختیار تصمیم در مورد استخدام مستشاران خارجی را خواستار شدند. مجلس زیر بار این اولتیماتوم نرفت، معذالک صدراعظم صمصام السلطنه و نایب‌السلطنه ناصرالملک به اتفاق سران بختیاری (امیر مفخم - امیر مجاهد - سردار جنگ- سردار ظفر) مجلس را تعطیل کرده نمایندگان را تهدید و با شرایط روس‌ها موافقت کردند. حتی پس از تعطیل مجلس دوم کمیسیون عدلیه به ریاست سیدحسن مدرس تشکیل جلسه می‌داد و توانست قانون تشکیلات عدلیه، محاکم صحیه و جناحی را تدوین و تصویب کند. این مجلس در تاریخ ۲۶ آذر ماه ۱۲۹۰ برابر با ۲۶ ذی الحجه ۱۳۲۹ هجری قمری و پس از برگزاری ۳۳۱ جلسه به کار خود پایان داد.

### مجلس سوم
دوره سوم مجلس شورای ملی در ۱۷ محرم ۱۳۳۳ برابر با ۱۴ آذر ۱۲۹۳) توسط احمدشاه قاجار و با حضور شصت و هشت نماینده افتتاح شد. با حذف شرایط نمایندگان، تغییراتی از لحاظ طبقات و مشاغل میان وکلا رخ داد. از جمله آنکه تعداد ملاکین و روحانیون افزایش یافت اما از شمار بازرگانان و صاحبان مشاغل آزاد کاسته شد. تعداد اعضای فراکسیون دموکرات در مجلس سوم به ۳۱ نفر و اعضای اعتدالیون نیز به ۲۹ نفر تقلیل یافت. در این مجلس ۱۴ نفر نیز عضو فراکسیون هیئت علمیه بودند که رهبری آن با سیدحسن مدرس بود. وقتی مجلس سوم شروع به کار کرد جنگ جهانی اول به تازگی آغاز شده بود.
لاجرم با ورود قوای روس، انگلیس و عثمانی و تبدیل ایران به صحنه جنگ، این مجلس نیز بیش از یک سال دوام نکرد.

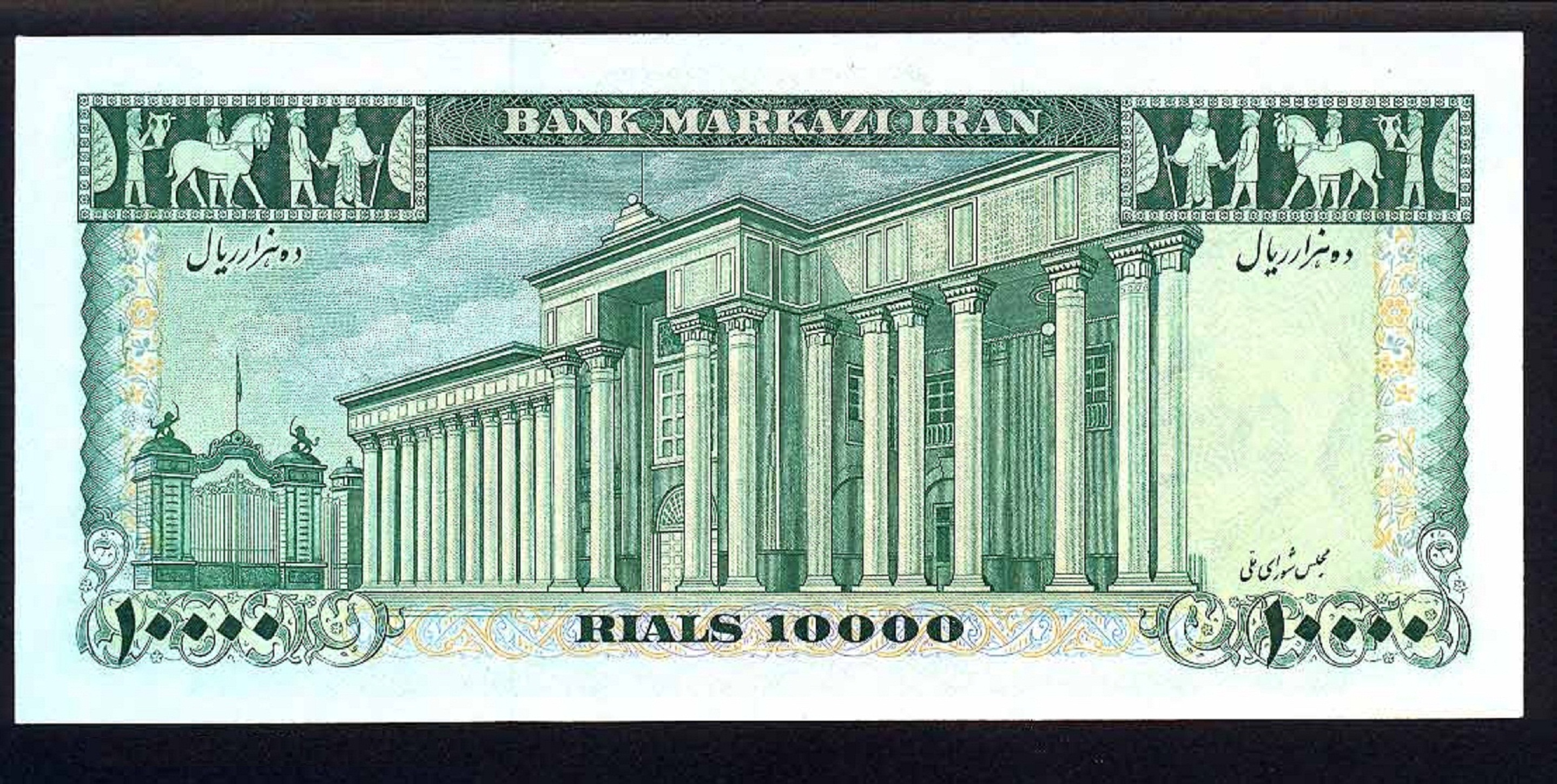
ده هزار ریالی - پشت اسکناس تصویر مجلس شورای ملی

### مجلس چهارم

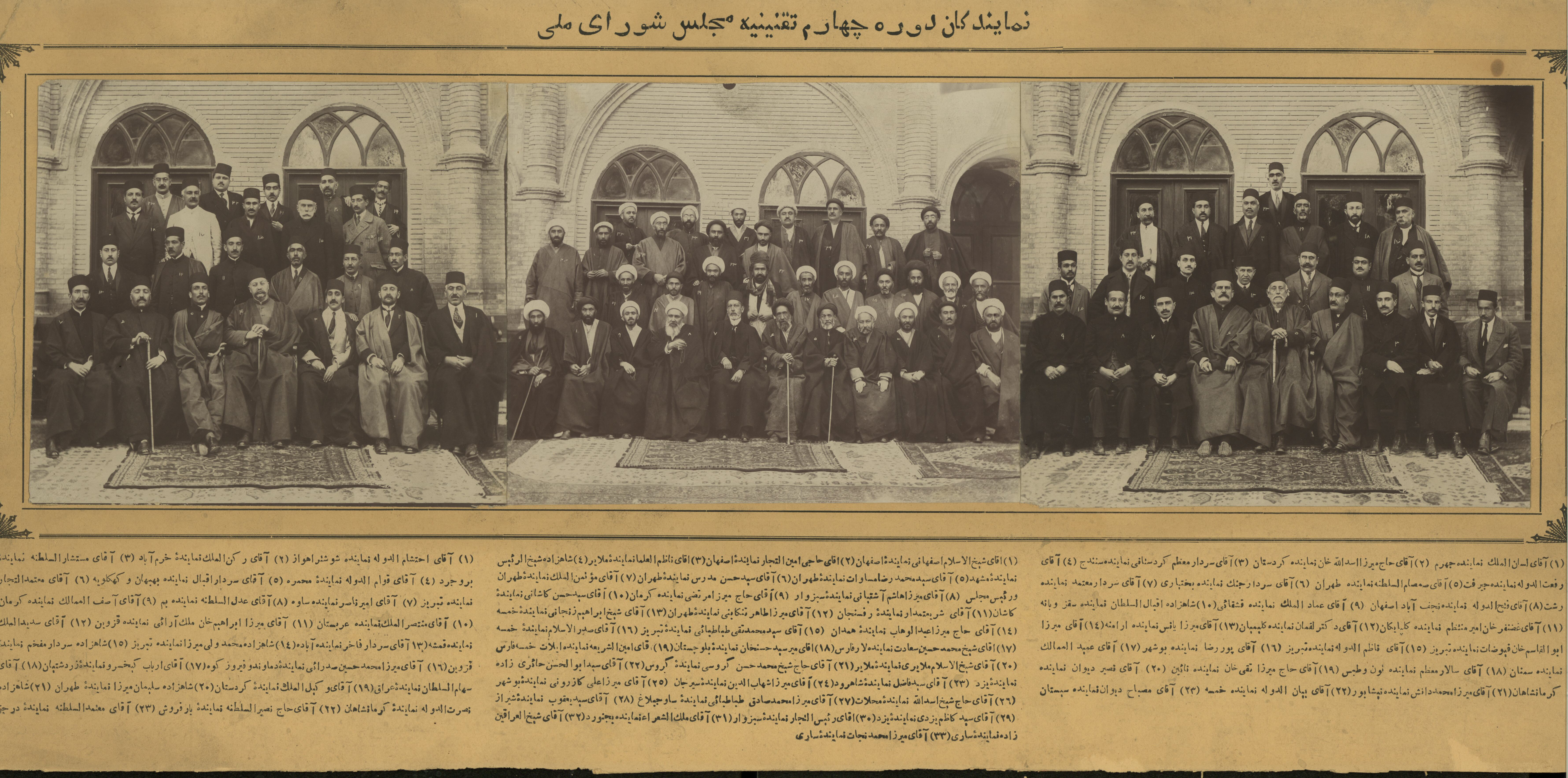
نمایندگان دورهٔ چهارم مجلس شورای ملی

دوره چهارم مجلس شواری ملی در اول تیرماه ۱۳۰۰ خورشیدی مطابق با ۱۵ شوال ۱۳۳۹ توسط احمدشاه قاجار گشایش یافت و در ۳۰ خرداد ۱۳۰۲ (۷ ذیقعده ۱۳۴۱) پایان یافت. محافظه‌کاران (وارثان فرقه اعتدالی) توانستند در مجلس چهارم اکثریت را به دست آورند؛ بیشتر به دلیل آنکه رقیبان اصلاح‌طلبشان در روزهای پرآشوب مجلس ملی سوم قانون انتخاباتی را گذرانده بودند که در آن به کلیه افراد بالغ ذکور حق رأی داده می‌شد. جالبتر آنکه محافظه‌کاران سابق در این مجلس نام حزب اصلاح‌طلب را برخود نهاده بودند. رهبران آن روحانیون بزرگ، تجار توانگر و اشراف زمیندار بودند، اشخاصی همچون سیدحسن مدرس، شاهزاده فرمانفرما، احمد قوام و مرتضی قلی‌خان بیات. نمایندگان محافظه‌کار، حداقل در ابتدا، همکاری خوبی با سردار سپه داشتند. آنان با ابقای رضاخان در وزارت جنگ، افزایش بودجه نظامی برای سرکوب شورشهای عشایری و دادن اجازه جمع‌آوری عواید حکومتی از املاک دولتی و مالیات غیرمستقیم به وزیر جنگ موافقت کردند و هزینه اعزام سالانه شصت افسر قشون برای تحصیل در آکادمیهای نظامی فرانسه را تصویب کردند. اما این همکاری در واپسین روزهای مجلس چهارم کمرنگ شد و رضاخان در انتخابات مجلس پنجم جانب اصلاح‌طلبان جوان حزب تجدد را گرفت.

### مجلس پنجم

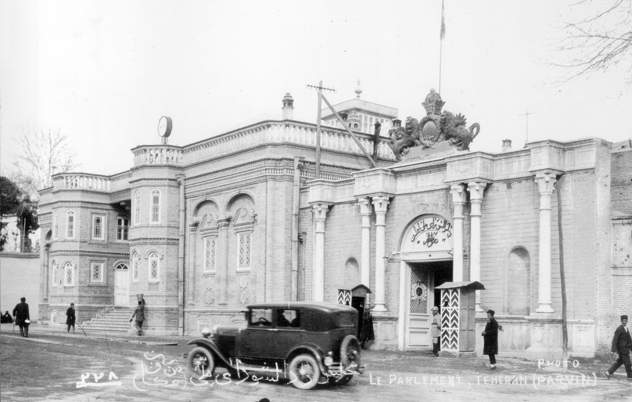
مجلس دارالشورای ملی، عکس از عکاسی پروین

پنجمین مجلس در تاریخ ۲۲ بهمن ۱۳۰۲ خورشیدی مطابق با ۵ رجب ۱۳۴۲، با توجه به رفتن احمدشاه از ایران، توسط محمدحسن‌خان برادر کوچکتر و ولیعهد احمدشاه، افتتاح شد و در ۲۲ بهمن ۱۳۰۴ نیز به کارش خاتمه داد. در اواخر مجلس چهارم بین رضاخان و نمایندگان محافظه‌کار اختلاف افتاد، لاجرم رضاخان با استفاده از ارتش برای دستکاری در انتخابات در بسیاری از حوزه‌های انتخابیه عشایری توانست اکثریت مؤثری برای احزاب تجدد و سوسیالیست در مجلس جدید فراهم آورد. اکثریت جدید مجلس به رضاخان که اکنون دیگر نخست‌وزیر شده بود رأی اعتماد داد. لایحه نظام وظیفه اجباری را تصویب کرد، بودجه دربار را قطع کرد، القاب اشرافی چون الدوله، السلطنه و الممالک را لغو کرد و کلیه مردم را ملزم ساخت شناسنامه بگیرند و نام خانوادگی اختیار کنند. مجلس پنجم همچنین به مذاکره با شرکت استاندارد اویل نیویورک خاتمه داد، به چای، قند و شکر و درآمد مالیات بست تا هزینه راه‌آهن سراسری را تأمین کند، مقیاس واحدی برای وزن و اندازه در کشور تعیین کرد و تقویم هجری خورشیدی را به جای تقویم قدیمی اسلامی قرار داد و عنوان فرمانده کل قوا را که طبق قانون اساسی مشروطه در صلاحیت شاه بود، به وزیر جنگ اعطا کرد.
سرانجام این مجلس پنجم بود که لایحه انقراض قاجاریه و تفویض کشور به رضا پهلوی تا گشایش مجلس مؤسسان را تصویب کرد. سید محمد تدین نایب رئیس مجلس پنجم و از حامیان رضاخان در ۹ آبان ۱۳۰۴ خورشیدی، این لایحه را اعلام کرد و گفت: نظر به این که عدم رضایت از سلطنت سلسله قاجاریه و شکایاتی که از این خانواده می‌شود، به درجه‌ای رسیده است که مملکت را به مخاطره می‌کشاند و نظر به این که حفظ مصالح عالی مملکت، مهم‌ترین منظور و نخستین وظیفه مجلس شورای ملی است و هر چه زودتر به بحران فعلی خاتمه باید داد؛ امضا کنندگان، با قید ۲ فوریت پیشنهاد می‌کنیم مجلس شورای ملی تصمیم ذیل را اتخاذ کند. ماده واحده - مجلس شورای ملی، به نام سعادت ملت، انقراض سلطنت قاجاریه را اعلام کرده و حکومت موقتی را در حدود قانون اساسی و قوانین موضوعه مملکتی به شخص رضاخان پهلوی واگذار می‌کند. تعیین تکلیف حکومت قطعی موکول به نظر مجلس مؤسسان است که برای تغییر مواد ۳۶ و ۳۷ و ۳۸ و ۴۰ متمم قانون اساسی تشکیل می‌شود.در آن روز بسیاری از نمایندگان صحن مجلس را ترک کردند به طوری که از ۱۳۷ نماینده مجلس تنها ۸۵ نماینده در صحن مجلس باقی مانده بودند، به این ترتیب، مجلس شورای ملی، با ۵۲ تن غایب، طرح انقراض سلسله قاجار با ۸۰ رأی مثبت به تصویب رسید.

### مجلس‌های ششم تا دوازدهم

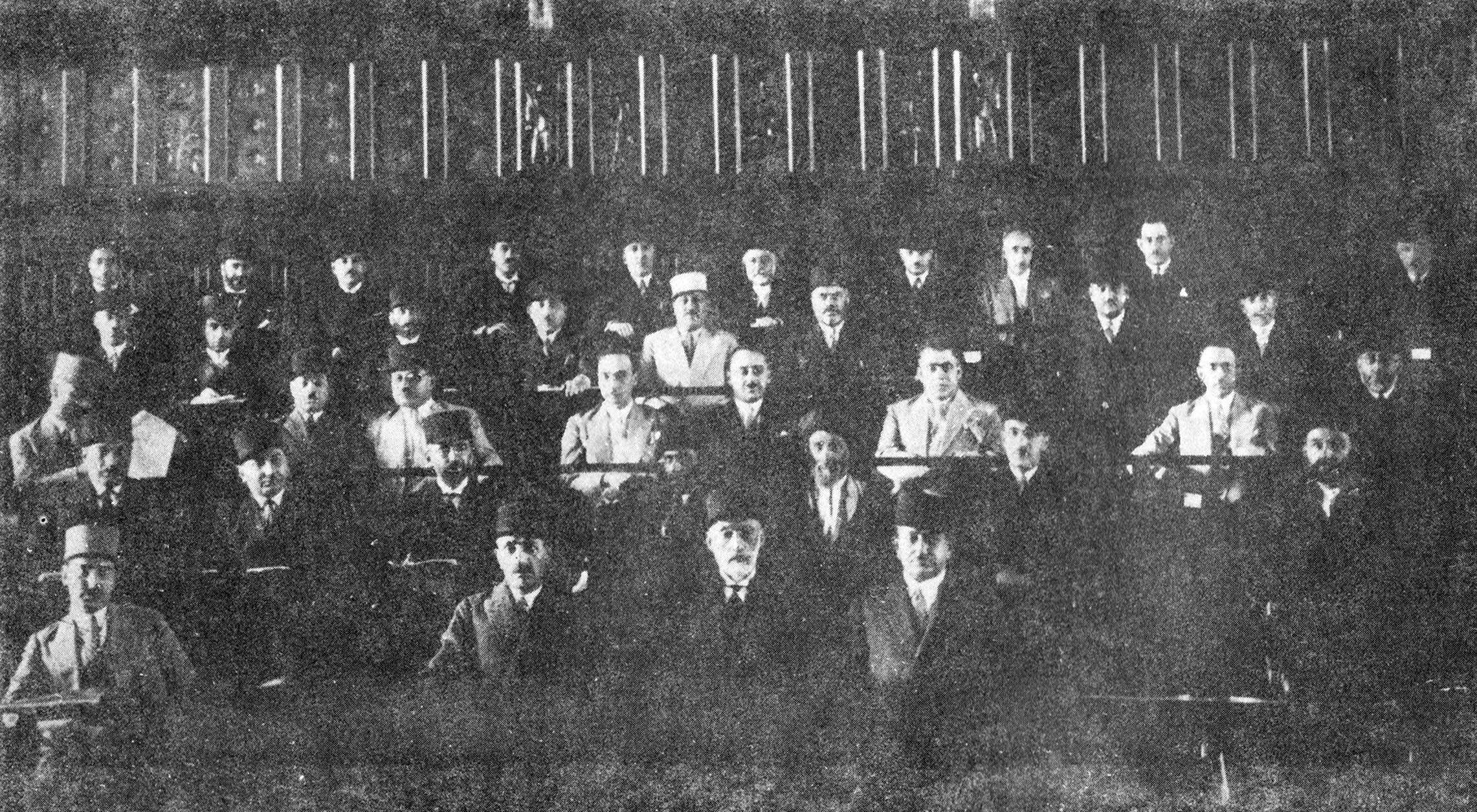
مهدی‌قلی هدایت در کنار جعفرقلی خان بختیاری و محمدعلی فرزین در مجلس شورای ملی

مجالس ششم تا دوازدهم در دوره پادشاهی پهلوی اول برگزار شدند. بنا بر نظر آبراهامیان در مجالس این دوره ترکیب مجلس توسط شخص شاه تعیین می‌شد و مجلس به صورت نهادی بی‌تأثیر درآمده بود. مع‌الوصف شاه اصرار داشت که همه اقدامات اجرایی به تصویب قوه مقننه برسد. لاجرم مجلس، هرچند به شکلی تشریفاتی، به کار خود ادامه داد. از مصوبات مهم مجلس ششم الغای کاپیتولاسیون و تأسیس بانک ملی ایران بود. در مجلس هفتم اجازه چاپ و نشر اسکناس از بانک شاهی به بانک ملی منتقل شد. در مجلس هشتم امتیازنامه دارسی ملغی شد. در مجلس نهم قرارداد جدید تنظیمی با شرکت نفت ایران و انگلیس تصویب شد. در دوره دهم مجلس، قانون تشکیل مؤسسه راه‌آهن دولتی ایران تصویب شد. در دوره یازدهم مجلس، قانون سرشماری عمومی تصویب شد و در همین ایام جنگ جهانی دوم آغاز شد و دولت ایران اعلام بی‌طرفی کرد. دوره دوازدهم مقارن با وقایع شهریور ۱۳۲۰ و استعفای رضاشاه بود.

### مجلس سیزدهم
دوره سیزدهم مجلس روز ۲۲ آبان ۱۳۲۰ شروع به کار کرد و در روز اول آذر ۱۳۲۲ به کار خود خاتمه داد. اگرچه انتخابات مجلس سیزدهم در زمان پهلوی اول انجام شده بود و ناگزیر ترکیب مجلس تفاوت چندانی با دوره‌های قبل نداشت، مع‌الوصف تحت تأثیر فضای باز سیاسی که پس از استعفای رضاخان به وجود آمده بود به تدریج نمایندگان در چهار گروه یعنی فراکسیون اتحاد ملی، فراکسیون میهن، فراکسیون آذربایجان و فراکسیون عدالت تشکل یافتند. اتحاد ملی گروه بزرگ‌تر بود اما اکثریت نداشت و عناصری از اشراف را نمایندگی می‌کرد که توانسته بودند در رژیم رضاشاه جایی برای خود باز کنند. رهبری گروه با مرتضی‌قلی‌خان بیات بود. حسن اسفندیاری، ریاست مجلس سیزدهم و بالاخره سید احمد بهبهانی از دیگر افراد شاخص این فراکسیون بودند.

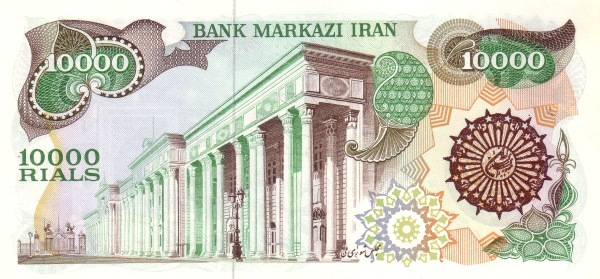
تصویر ساختمان مجلس شورای ملی پشت اسکناس ده‌هزار ریالی

فراکسیون میهن از میان زمین داران و تجار مناطق جنوبی و جنوب غربی تحت اشغال انگلستان تشکیل می‌شد. هاشم ملک مدنی سخنگوی اصلی گروه بود. مهدی نمازی، تاجر شیرازی و دکتر هادی طاهری تاجر ابریشم از یزد از دیگر افراد شاخص این گروه بودند. فراکسیون آذربایجان را اشراف قاجار رهبری می‌کردند. رهبری گروه را که شامل بیش از چند نماینده نبود، محمدولی فرمانفرما به عهده داشت. امیر نصرت اسکندری از اعقاب فتحعلی‌شاه دیگر عضو مهم گروه بود. فراکسیون عدالت نمایندگی نسل قدیم روشنفکران را داشت. اینان نخست طرفدار رضاشاه بودند اما به تدریج از شیوه‌های مستبدانه وی به هراس افتاده بودند. از این رو در امور داخلی می‌خواستند ارتش را تحت نظارت غیرنظامیان درآورند و در امور خارجی امیدوار بودند به ایالات متحده به عنوان نیروی سومی در برابر دو قدرت عمده نزدیک شوند. سخنگوی اصلی این گروه علی دشتی بود. در این دوره، نخست نمایندگان نخست‌وزیر را انتخاب می‌کردند، نخست‌وزیر منتخب برای گرفتن فرمان به حضور شاه می‌رفت و سپس مجلس به برنامه و کابینه‌اش رأی اعتماد می‌داد و به این نسق علی سهیلی، احمد قوام و مجدداً سهیلی به نخست‌وزیری برگزیده شدند. در زمان نخست‌وزیری قوام‌السلطنه مجلس لایحه‌ای را تصویب کرد که اداره مالی کشور را به دکتر میلسپو آمریکایی می‌داد.

## پخش زندهٔ مذاکرات مجلس شورای ملی
در پی خواستهٔ برخی از نمایندگان مجلس هفدهم شورای ملی مبنی بر پخش مذاکرات مجلس و موافقت مصدق با آن، برای نخستین بار نشستهای علنی مجلس شورای ملی در تاریخ ۱۷ آذر ۱۳۳۰ به‌طور زنده از رادیو تهران پخش شد.

## نگارخانه

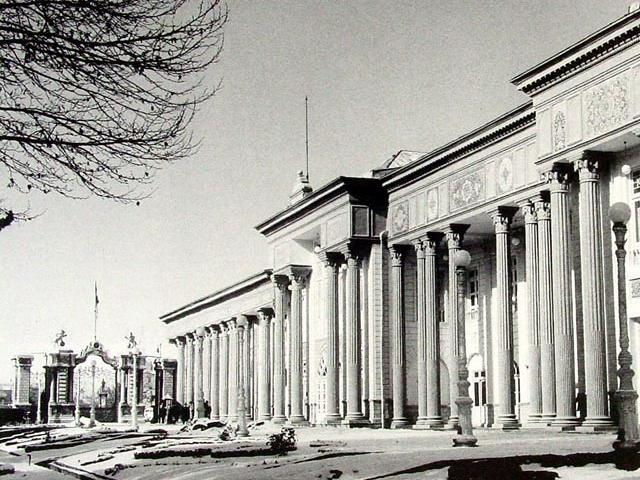
عمارت بهارستان، ساختمان قدیمی مجلس در میدان بهارستان (در سال ۱۳۳۴)
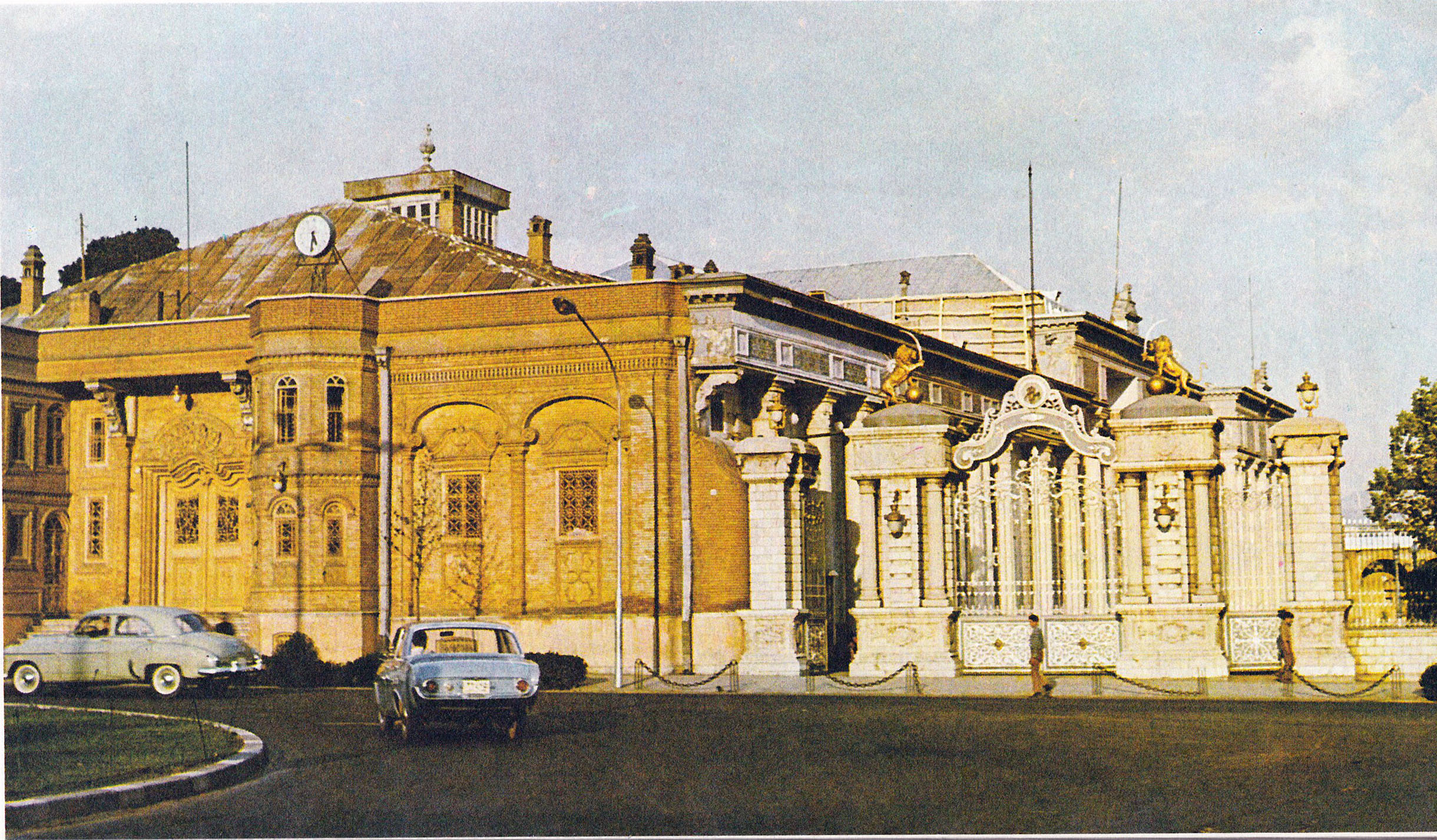
سردر مجلس و نمای بیرونی عمارت بهارستان
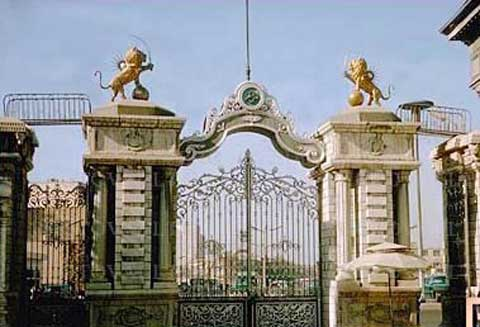
نشان شیر و خورشید و لوح عدل مظفر در سردر مجلس شورای ملی
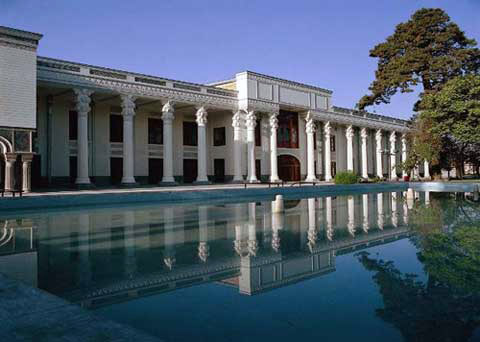
نمای پشت عمارت بهارستان
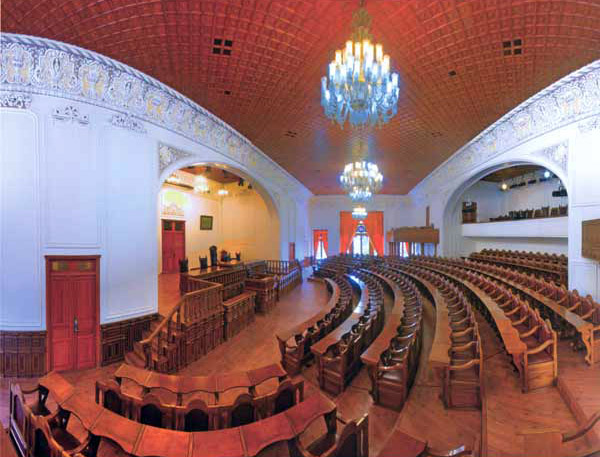
نمای داخلی صحن مجلس
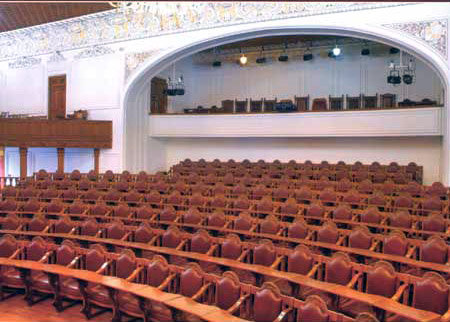
نمای داخلی صحن مجلس
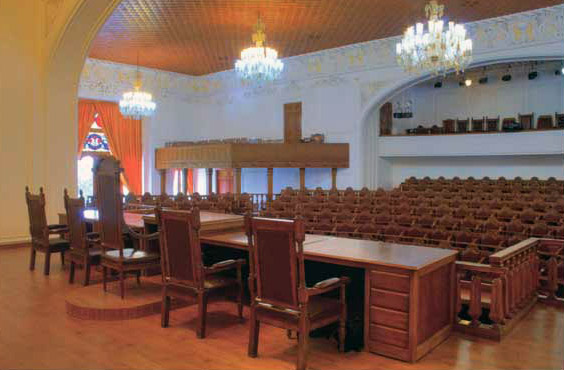
نمای داخلی صحن مجلس
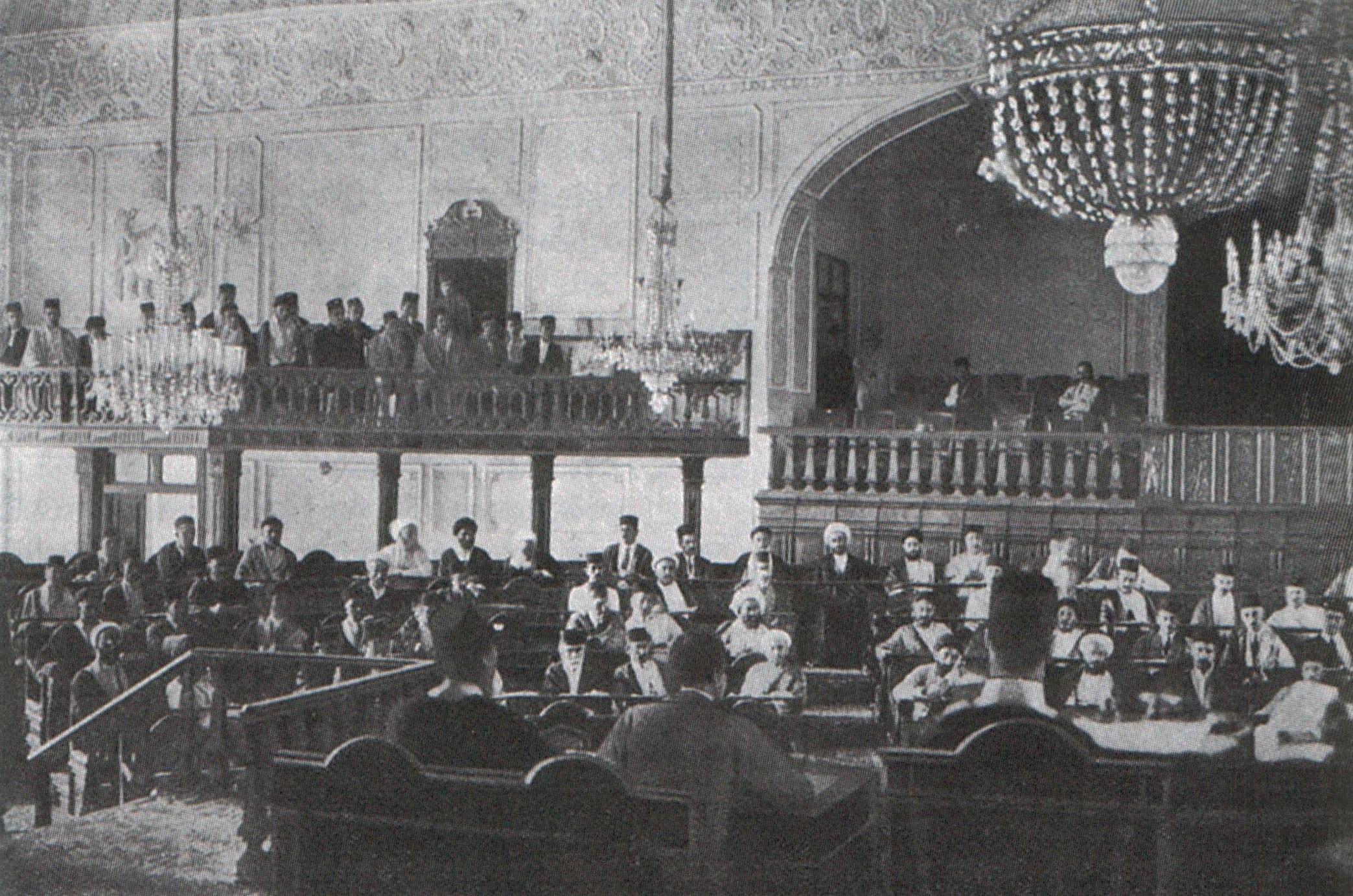
صحن مجلس در دوره‌های نخست
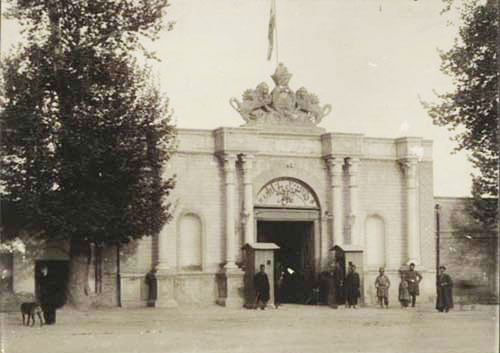
نمایی از نخستین سردر عمارت بهارستان
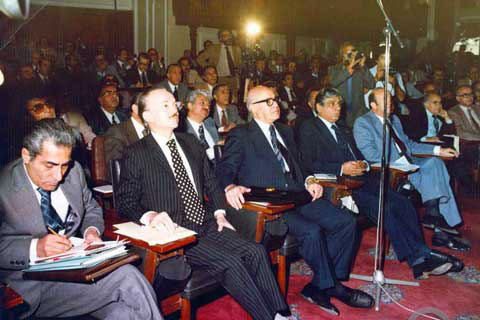
جعفر شریف‌امامی و کابینه‌اش در دوره بیست و چهارم
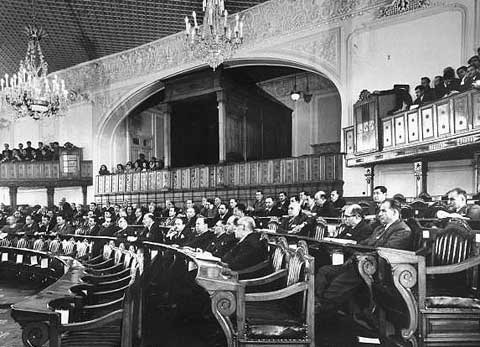
جایگاه نمایندگان مجلس شورای ملی
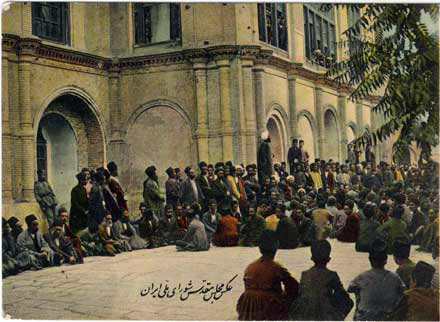
نمایندگان دوره‌های نخستین مجلس شورای ملی
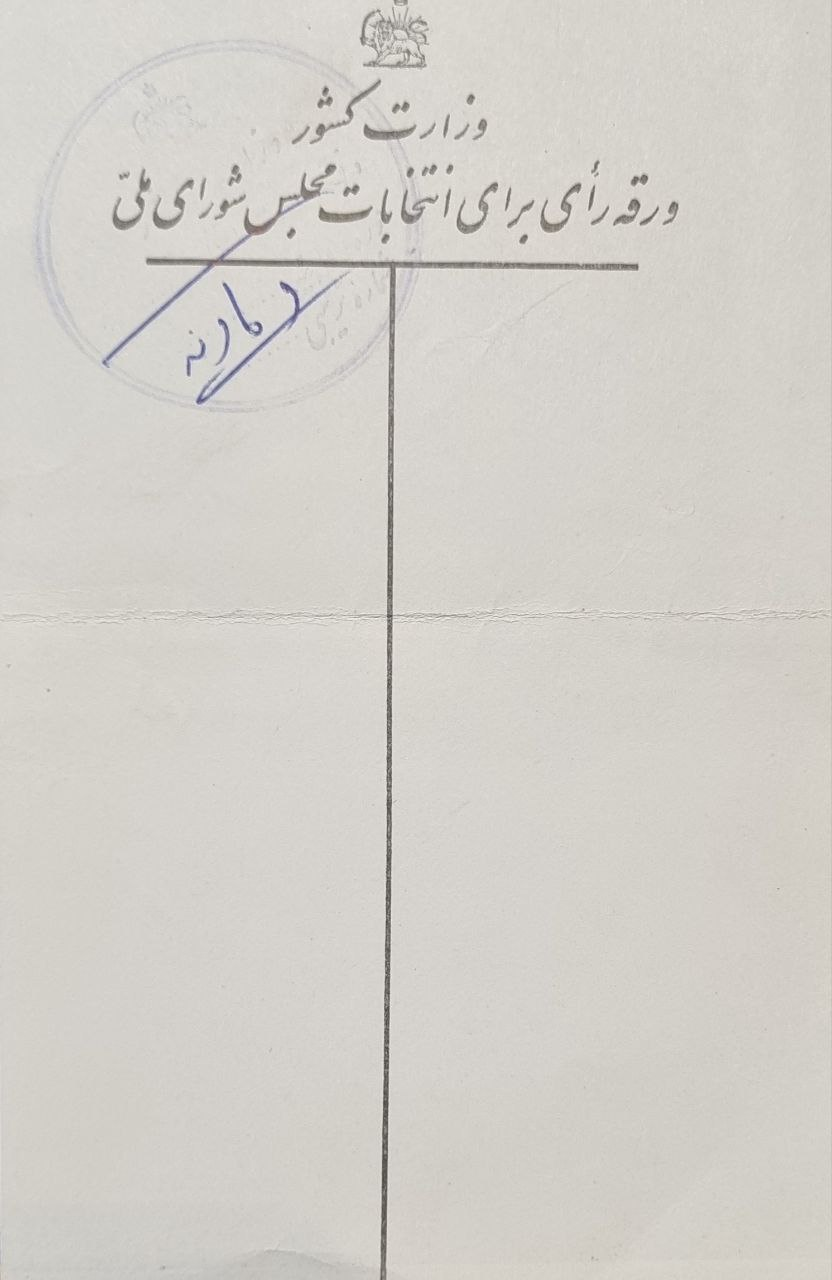
برگهٔ رأی  انتخابات